# Cédric Gogoua
Pour les articles homonymes, voir Gogoua.
Cédric Gogoua Kouame, né le 10 juillet 1994 à Abidjan, est un footballeur ivoirien. Il joue au poste de défenseur.

## Biographie
Gogoua commence sa carrière au Sabé Sports de Bouna. Il rejoint en 2010 le club d'Africa Sports.
En hiver 2014, il rejoint l'Europe en signant un contrat avec le club finlandais du SJK. Il reste deux ans dans ce club. En 2014, il est élu meilleur défenseur de la Veikkausliiga. Avec le SJK, il joue deux matchs en Ligue Europa.
Lors de l'hiver 2016, il est transféré au club serbe du Partizan Belgrade, en échange d'une indemnité de 300 000 €.
En juillet 2017, il signe au club de football kazakh FK Kaïrat Almaty.

## Palmarès
- Champion de Côte d'Ivoire en 2011 avec l'Africa Sports.
- Champion de Finlande en 2015 avec le SJK.